# Jakub Deml
Jakub Deml (ur. 20 sierpnia 1878 Tasov, zm. 10 lutego 1961 Třebíč) – czeski poeta, prozaik i tłumacz. Ksiądz katolicki (seminarium duchowne w Brnie, wyświęcony w 1902).
Rolę księdza rozumiał dość niekonwencjonalnie, co odbiło się na jego twórczości i życiu. Ważną rolę w życiu Demla odegrały kobiety: Eliška Weisenbergová (inspiracja poematu prozą Miriam, 1916), Pavla Kytlicová, Katarzyna Sporck – córka hrabiego Gustava Sweerts-Sporcka z Kuksu i nieszczęśliwa miłość pisarza, która wpłynęła na kształt jego bodaj najwybitniejszego utworu, Zapomnianego światła (1934, Zapomenuté světlo), oraz Maria Rosa Junová, która zrezygnowała dla niego ze studiów, aby przez 24 lata prowadzić mu dom.
Pochodził z rodziny rolnika i wiejskiego kupca. W 1898 ukończył gimnazjum. Śmierć małej siostrzyczki Matylki i znajomość z wielkim symbolistą Otokarem Březiną to najważniejsze wydarzenia jego lat chłopięcych. Przez większość życia mieszkał w rodzinnym Tasovie na Morawach.
Przeważającą część swych dzieł publikował własnym sumptem. Ogłosił 135 rozmaitych publikacji. W latach 30. w jego twórczości pojawiły się wątki antysemickie oraz krytyka demokracji czasów Masaryka. Po II wojnie światowej tylko dzięki interwencji V. Nezvala uniknął więzienia (zarzut kolaboracji). Po 1948 r. objęty był całkowitym zakazem publikacji. Deml stał się kultowym autorem w środowisku czeskiego undergroundu, czeskich twórców orientacji chrześcijańskiej i wszelkich czeskich artystów niezależnych, nonkonformistycznych i poszukujących.
Twórczość Demla jest gatunkowo, tematycznie i stylistycznie bardzo różnorodna: eseje, wiersze, poematy prozą, opowiadania (Hrad smrti [ 1912, Zamek śmierci]; Tanec smrti, [ 1914, Taniec śmierci), dzienniki (Rosnička, [ 1912, Rzekotka]; 26 tomów pt. Šlépěje [Ślady] z l. 1917–1941), teksty wspomnieniowe (Mé svědectví o Otokaru Březinovi [ 1931, Moje świadectwo o Otokarze Březinie]; Smrt Pavly Kytlicové [ 1932, Śmierć Pavli Kytlicovej]). Liczne wiersze, poematy i opowiadania wpisują się w wizjonerski, oniryczny nurt pisarstwa. W prozie pojawia się całe spektrum nastrojów, od rozpaczy, zwątpienia i chwytającej za gardło grozy, po głęboką ufność religijną i franciszkańską miłość do całego stworzenia. Debiutował esejem o wybitnym rzeźbiarzu, Slovo k Otčenáši Františka Bílka (1904, Słowo o Modlitwie Pańskiej Františka Bílka), w 1907 opublikował swój pierwszy tom poetycki Notantur lumina (późniejsze jego edycje pt. První světla [Pierwsze światła]). Wydał m.in. następujące dzieła: Domů (1913, Do domu), Pro budoucí poutníky a poutnice (1913, Dla przyszłych pielgrzymów płci obojga), Česno (1924, Oko ula), Moji přátelé (1913, Moi przyjaciele), Tepna (1925, Arteria), Hlas mluví k Slovu (1926, Głos mówi do Słowa), Rodný kraj (1936, Kraj rodzinny), Cesta k jihu (1935, Podróż na południe), Jugo (1936), Verše české. 1907-1938 (1938, Wiersze czeskie 1907-1938). Jest też autorem kilku utworów pisanych po niemiecku, np. Solitudo (1934) czy Das Lied eines wahnsinnig gewordenen Soldaten (1935, Pieśń szalonego żołnierza). Ostatnim większym dziełem pisarza jest Podzimní sen (1951, wyd. 1984, Sen jesienny), napisany po odwiedzinach w komunistycznym obozie koncentracyjnym dla duchownych. Wydano również część jego korespondencji. Demla umieszcza się w katolickim nurcie literatury czeskiej, ale także uznaje się go za prekursora nadrealizmu i przedstawiciela ekspresjonizmu.
Na polski tłumaczony przez L. Engelkinga, A. S. Jagodzińskiego, A. Czcibor-Piotrowskiego. W przekładzie tego ostatniego, ukazała się osobna książkowa edycja Zapomnianego światła (Wydawnictwo Czarne). Poza tym utwory Demla drukowane były w antologiach i czasopismach, m.in. w "Literaturze na Świecie".

## Literatura
- Alexander Wöll: Jakub Deml. Leben und Werk (1878-1961). Eine Studie zur mitteleuropäischen Literatur. Köln/Weimar/Wien: Böhlau, 2006; ISBN 3-412-30005-5 i ISBN 978-3-412-30005-0
- Jindřich Chalupecký, Jakub Deml, [s.l.], Trojan, 1990
- Jiří Olič, Čtení o Jakubu Demlovi, Olomouc 1993
- Josef Pěnčík, Hledání ráje: kapitola ze života Jakuba Demla, Třebíč 1996
- Jan Žáček, Demloviana, Olomouc 1997; ISBN 80-7198-236-9
- Stanislav Vodička, Básník Jakub Deml v Tasově, Praha 2001; ISBN 80-7215-131-2
- Vladimír Binar, Čin a slovo - Kniha o Jakubu Demlovi, Praha 2010; ISBN 978-80-87256-12-1
- Leszek Engelking, Walka o miłość [o Moich przyjaciołach J. Demla]. “Tygiel Kultury” (Łódź) 1998, nr 6-8
- Leszek Engelking, Bardzo mocne światło [o Zapomnianym świetle J. Demla]. “Tygodnik Powszechny” (Kraków) 2000, nr 30
- Leszek Engelking, [hasło] Jakub Deml, (w:) Słownik historyczny Europy Środkowo-Wschodniej, red. Jan Tyszkiewicz, cz. I: Państwa Grupy Wyszehradzkiej, Warszawa 2006
- Michał Stefański, Czeska krytyka katolicka lat 1918-1938, Warszawa 2007